# Кубо. Легенда о самурае
«Кубо. Легенда о самурае» (англ. Kubo and the Two Strings — «Кубо и две струны») — американский анимационный фэнтезийный фильм 2016 года, снятый Трэвисом Найтом по сценарию Марка Хеймса и Криса Батлера. Продюсером фильма выступила компания Laika, в нём озвучили Шарлиз Терон, Арт Паркинсон, Рэйф Файнс, Руни Мара, Джордж Такэй и Мэттью Макконахи. Действие фильма происходит в средневековой Японии, а его левый глаз был украден в младенчестве. В сопровождении антропоморфного амулета снежной обезьяны и гибрида человека и рогача он должен отправиться на поиски, чтобы победить зловещих сестёр-близнецов своей матери и своего зловещего дедушку, Лунного короля, который ответственен за кражу его левого глаза.
Художник-постановщик Laika Шеннон Тиндл представила Найту фэнтезийную историю, основанную на самураях. К декабрю 2014 года Laika объявила, что «Кубо. Легенда о самурае» выйдут в августе 2016 года, а Найт будет режиссером и продюсером проекта, а также объявит о кастинге на озвучку. Он был в восторге от проекта, отчасти из-за своей симпатии как к жанру «эпического фэнтези», так и к японской культуре в целом, несмотря на то, что студия никогда раньше не занималась этим жанром. Покадровая анимация была вдохновлена японскими медиа, такими как тушь для рисования, ксилография укиё-э и оригами среди прочих. Помощь пришла от компании 3D-печати Stratasys, которая позволила Laika использовать свои новейшие технологии в обмен на отзывы о них. Найт заявил, что история для фильма была частично вдохновлена работами японского аниматора Хаяо Миядзаки. Дарио Марианелли, который ранее написал музыку для фильма Laika 2014 года «Семейка монстров», написал музыкальное сопровождение к фильму.
Премьера фильма «Кубо. Легенда о самурае» состоялась на Мельбурнском международном кинофестивале 13 августа 2016 года, а 19 августа он был выпущен компанией Focus Features в США. Фильм получил признание критиков за свое мастерство, музыкальное сопровождение и сюжет. Он оказался разочарованием в прокате, собрав 77 миллионов долларов по всему миру при бюджете в 60 миллионов долларов. Фильм получил премию BAFTA за лучший анимационный фильм и был номинирован на премию «Оскар» за лучший анимационный фильм и лучшие визуальные эффекты.

## Сюжет
Сказитель Кубо — наследник великого рода, но когда возвратились духи прошлого, жаждущие мести, на его защиту встала лишь пара хранителей: белая обезьяна и боевой жук. Единственный шанс Кубо на спасение — отыскать магические доспехи отца — легендарного самурая.

## Роли озвучивали
- Арт Паркинсон — Кубо, катаритэ (сказитель), протагонист фильма
- Шарлиз Терон — Обезьяна/Сариацу, мать Кубо
- Мэттью Макконахи — Жук/Хандзо, отец Кубо
- Руни Мара — Карасу и Васи, сёстры Сариацу
- Рэйф Файнс — Райдэн, Лунный король и главный антагонист фильма
- Джордж Такеи — Хосато
- Кэри-Хироюки Тагава — Хаси

## Производство
22 декабря 2014 года компании Laika Entertainment и Focus Features объявили о начале производства анимационного фильма под названием «Кубо и две струны».

## Критика
Фильм получил высокие оценки кинокритиков. На сайте Rotten Tomatoes фильм имеет рейтинг 97 % на основе 214 рецензий критиков со средней оценкой 8,4 из 10. На сайте Metacritic фильм получил оценку 84 из 100 на основе 38 рецензий, что соответствует статусу «всеобщее признание».

## Награды и номинации
- 2016 — премия Национального совета кинокритиков США за лучший анимационный фильм.
- 2017 — две номинации на премию «Оскар»: лучший анимационный фильм года (Трэвис Найт, Эриенн Сатнер), лучшие визуальные эффекты.
- 2017 — номинация на премию «Золотой глобус» за лучший анимационный фильм.
- 2017 — премия BAFTA за лучший полнометражный анимационный фильм (Трэвис Найт).
- 2017 — три премии «Энни»: лучшая анимация персонажа (Ян-Эрик Маас), лучший монтаж (Кристофер Марри), лучшая работа художника-постановщика (Нельсон Лоури и другие). Лента также получила 7 номинаций, в том числе в категории «лучший полнометражный анимационный фильм».
- 2017 — номинация на премию «Спутник» за лучший анимационный фильм.